# گمینا ووپوشنو
گمینا ووپوشنو (به لهستانی:  Gmina Łopuszno) یک گمینا در لهستان است که در شهرستان کیلتسه واقع شده‌است. گمینا ووپوشنو ۱۷۶٫۸۱ کیلومتر مربع مساحت و ۸٬۹۹۶ نفر جمعیت دارد.